# Neolaparopsis puncturata
Neolaparopsis puncturata är en tvåvingeart som beskrevs av Hesse 1969. Neolaparopsis puncturata ingår i släktet Neolaparopsis och familjen Mydidae. Inga underarter finns listade i Catalogue of Life.